# Kista brandstation

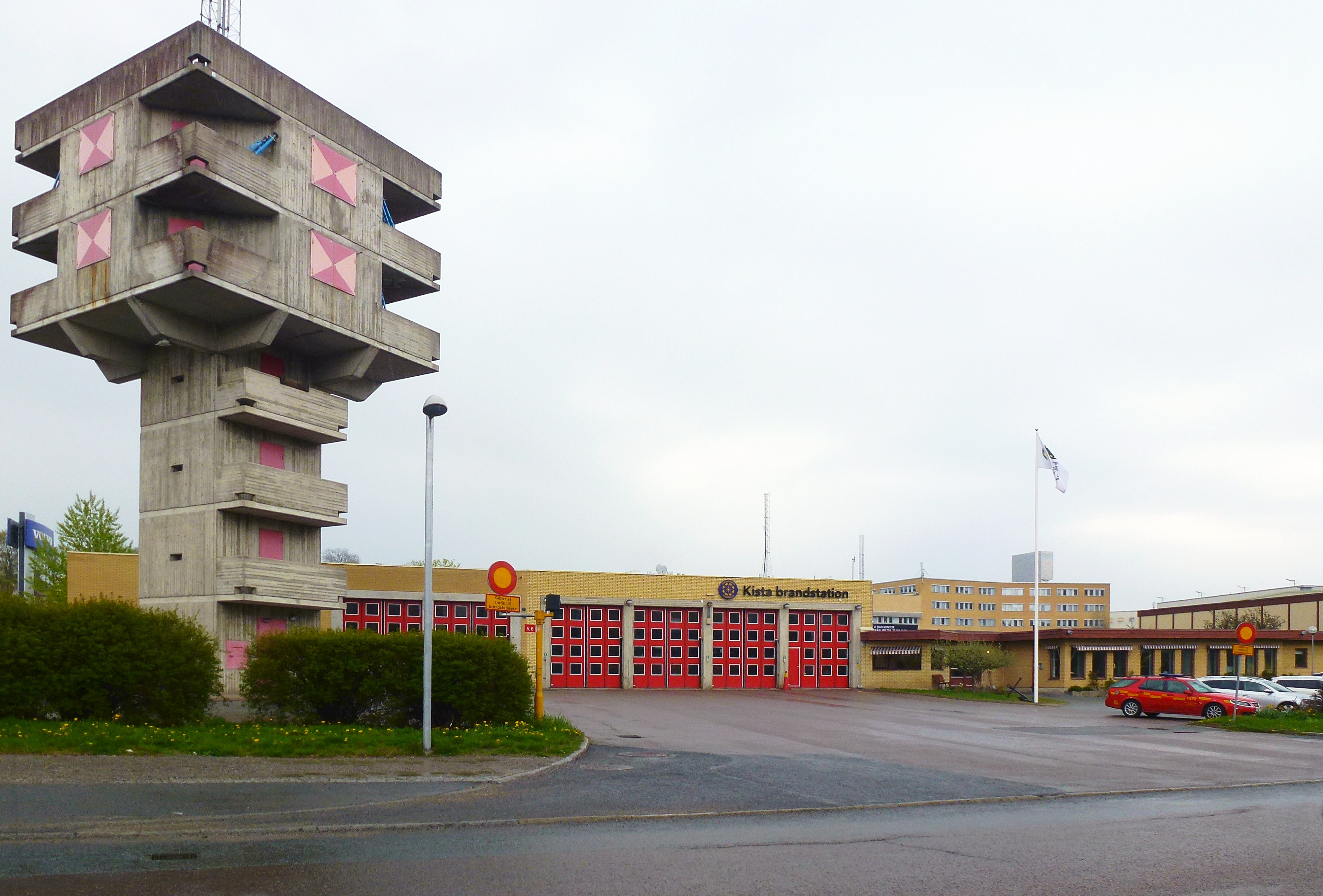
Kista brandstation 2015.

Kista brandstation ligger på Danmarksgatan 50 i stadsdelen Kista i nordvästra Stockholm. Anläggningen togs i bruk 1980 och ritades av arkitekt Hans Borgström. Stationens karakteristiska övningstorn i betong är ett välkänt inslag i omgivningens stadsbild.

## Byggnad
Anläggningen i kvarteret Grenå började ritas 1976 av arkitektkontoret Hans Borgström med Svenska bostäder som byggherre. Brandstationen i gult tegel och övningstornet i betong har stora likheter med Brännkyrka brandstation som också ritades av Borgström och byggdes ungefär samtidigt med Kista brandstation. Byggnaden innehåller bland annat en vagnhall med sex portar, motionshall, omklädningsrum och 15 logementsrum samt hobbyrum. Mest i ögon fallande blev anläggningens drygt 17 meter höga övningstorn i sju plan med utkragande övre del och byggt i betong, den är identisk med den på Brännkyrkastationen. Båda anläggningar invigdes 1980. I början av 1990-talet utfördes en om- och tillbyggnad av stationen, bland annat tillkom en gymnastiksal.
2017 stängslades brandstationens område in.

## Verksamhet
Stationens vaktdistrikt omfattar stadsdelarna Kista, Husby, Akalla, Rinkeby, Tensta, Hjulsta och Bromsten samt stadsdelen Helenelund i Sollentuna kommun. Till fordonsparken hör en släckbil, en stegbil, en räddningsbil och en skyddsbil.